# Ga Busan
Ga Busan (Tiếng Hàn: 부산역, Hanja: 釜山驛) là ga đường sắt và ga cuối của Tuyến Gyeongbu và Đường sắt cao tốc Gyeongbu ở Choryang-dong, Dong-gu, Busan. Đây là ga quản lý của Trụ sở Busan-Gyeongnam của Tổng công ty Đường sắt Hàn Quốc và Trụ sở chính Busan-Gyeongnam của Tổng công ty Đường sắt Hàn Quốc nằm trong khuôn viên nhà ga. Nó có số lượng người dùng lớn thứ ba ở Hàn Quốc sau Ga Seoul và Ga Dongdaegu. Bạn có thể sử dụng tàu KTX, ITX-Saemaeul, Mugunghwa-ho hướng Seoul và SRT hướng Suseo và có lối vào Ga Busan trên Tàu điện ngầm Busan tuyến 1 ở quảng trường.

## Lịch sử

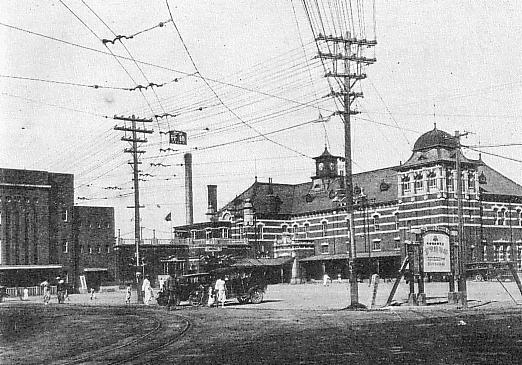
Toàn cảnh ga Busan vào khoảng năm 1930

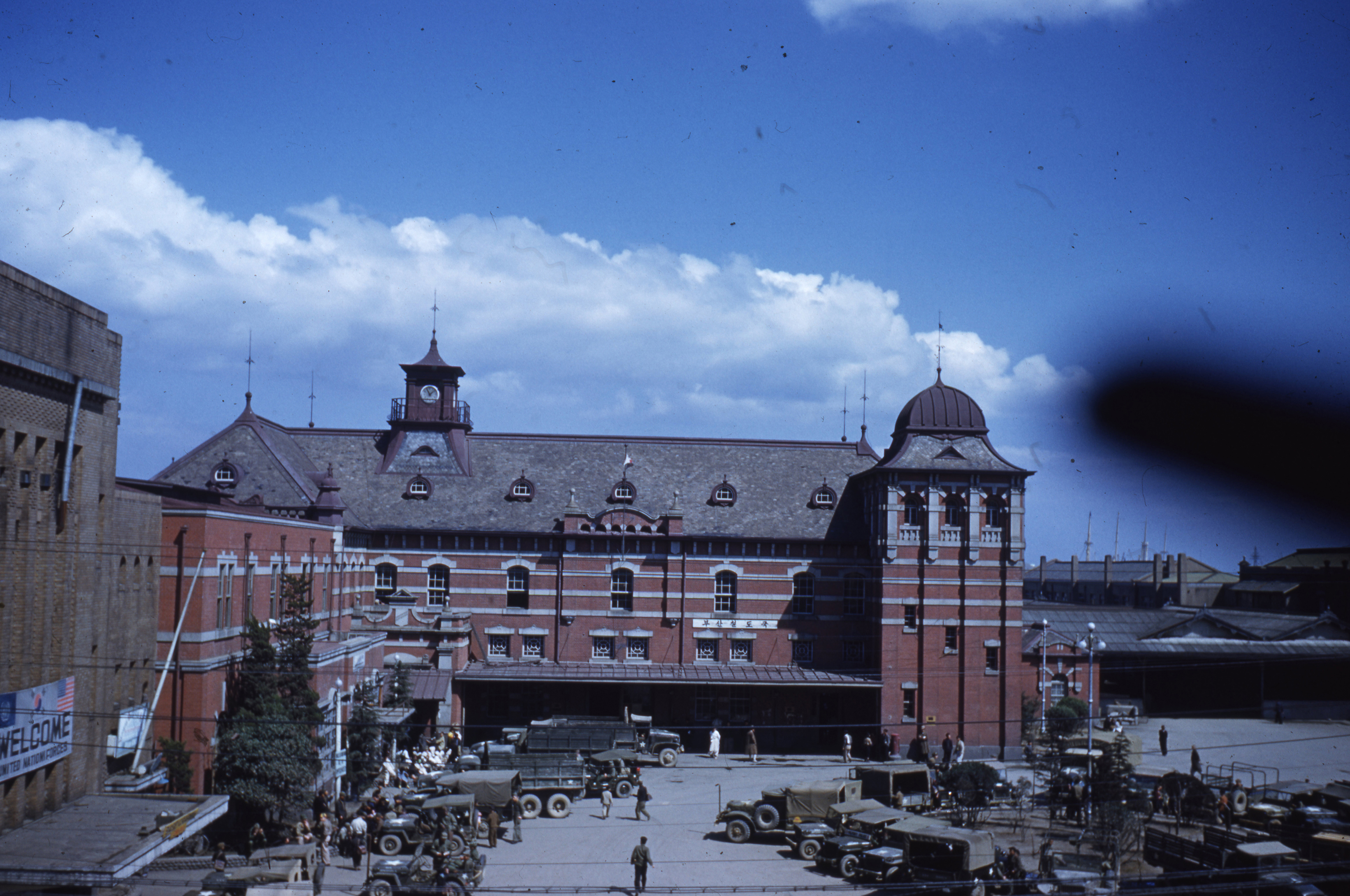
Ga Busan cũ (tháng 3 năm 1951)

- 1 tháng 4 năm 1908: Việc kinh doanh bắt đầu với việc khai trương tuyến Gyeongbu giữa Choryang và Busan[1]
- 1 tháng 10 năm 1910: Hoàn thành việc xây dựng nhà ga
- 10 tháng 12 năm 1943: Tên ga đổi từ Ga Busan (釜山驛) thành Ga bến tàu Busan (釜山埠頭驛)
- 10 tháng 6 năm 1945: Tên ga được đổi thành Ga Busan.
- 1 tháng 9 năm 1945: Hai bộ phận, bộ phận hàng hóa và bộ phận nội thất được hợp nhất.
- 1 tháng 8 năm 1953: Bắt đầu bốc dỡ hàng tổng hợp
- 27 tháng 11 năm 1953: Tòa nhà bị phá hủy hoàn toàn bởi một trận hỏa hoạn lớn[2]
- 1 tháng 11 năm 1965: Ga Choryang, Ga Busan và Ga Busanjin được sáp nhập vào Ga Busanjin. Đình chỉ kinh doanh ga Busan[3][4]
- 1 tháng 4 năm 1966: Bắt đầu xây dựng nhà ga mới
- 10 tháng 6 năm 1969: Sau khi hoàn thành việc xây dựng nhà ga mới, nó được di dời đến địa điểm của ga Choryang cũ và hoạt động kinh doanh được tiếp tục trở lại [5][6]
- 30 tháng 12 năm 1977: Thành lập căn cứ container
- 1 tháng 5 năm 1993: Phòng chờ trả phí bắt đầu hoạt động[7]
- 1 tháng 7 năm 1995: Bãi bỏ phòng chờ trả phí[8]
- 1 tháng 1 năm 2000: Chuyển vị trí về Trạm quản lý khu vực Busan
- 9 tháng 4 năm 2002: Phòng tiếp tân ở tầng một đóng cửa do xây dựng ga Busan trên đường sắt cao tốc.
- 1 tháng 4 năm 2003: Việc xây dựng nhà ga mới phía Tây hoàn thành, nhà ga hiện tại đóng cửa.
- 1 tháng 9 năm 2003: Hoàn thành xây dựng ga đường sắt cao tốc mới Busan
- 1 tháng 4 năm 2004: Đường sắt cao tốc Gyeongbu khai trương, hoàn thành việc tu sửa nhà ga
- 1 tháng 5 năm 2006: Đình chỉ xử lý bưu kiện[9]
- 1 tháng 7 năm 2006: Điều chỉnh thành trạm thông thường do bãi bỏ hệ thống trạm quản lý khu vực
- 1 tháng 3 năm 2009: Bắt đầu công việc mở rộng nhà ga
- 1 tháng 11 năm 2010: Hoàn thành mở rộng ga đồng thời với việc khai trương giai đoạn 2 của Đường sắt cao tốc Gyeongbu
- 9 tháng 12 năm 2016: SRT bắt đầu hoạt động[10]
- 5 tháng 1 năm 2021: Hủy chuyến tàu Mugunghwa giữa Donghae và Busan
- 1 tháng 9 năm 2023: Hoạt động ITX-Maemum bắt đầu

## Bố trí tàu
| ↑ Busanjin · Ulsan (Hướng xe số 1)  |
| \| ３４ \| ５６ \| ８９ \| 10 11 \| |
| Bắt đầu·Kết thúc (Hướng cuối cùng)  |

| Số   | Tuyến                                                    | Tàu vận chuyển                                        | Điểm đến                                          |
| ---- | -------------------------------------------------------- | ----------------------------------------------------- | ------------------------------------------------- |
| 1    | Tuyến Gyeongbu, Tuyến Gyeongjeon                         | ITX-Saemaeul, S-Train, Nuriro, Mugunghwa-ho           | ← Gwangju Songjeong · Dongdaegu · Daejeon · Seoul |
| 3~4  | Tuyến Gyeongbu, Tuyến Gyeongjeon, Tuyến cao tốc Gyeongbu | KTX, SRT, ITX-Saemaeul, S-Train, Nuriro, Mugunghwa-ho | ← Gwangju Songjeong · Daejeon · Suseo · Seoul     |
| 5~11 | Tuyến cao tốc Gyeongbu                                   | KTX, SRT                                              | ← Suseo · Seoul · Haengsin                        |

## Xung quanh nhà ga
- Ga Busan, Tàu điện ngầm Busan tuyến 1
- Khách sạn du lịch Gwangjang
- Trường tiểu học Busan Bongrae
- China Town
- Trường trung học cơ sở và trung học phổ thông Busan
- Khách sạn du lịch Arirang
- Chi nhánh hãng hàng không Hàn Quốc Busan
- Trung tâm phúc lợi hành chính Choryang 1-dong
- Trung tâm phúc lợi hành chính Choryang 2-dong
- Trường tiểu học Choryang
- Khách sạn Toyoko Inn Ga Busan chi nhánh 1
- Tổng công ty Nhà đất và Nhà ở Hàn Quốc Trụ sở khu vực Busan-Ulsan
- Bệnh viện Maryknoll
- Nhà ga hành khách quốc tế
- Cảng phía bắc
- Cầu Busan

## Hình ảnh

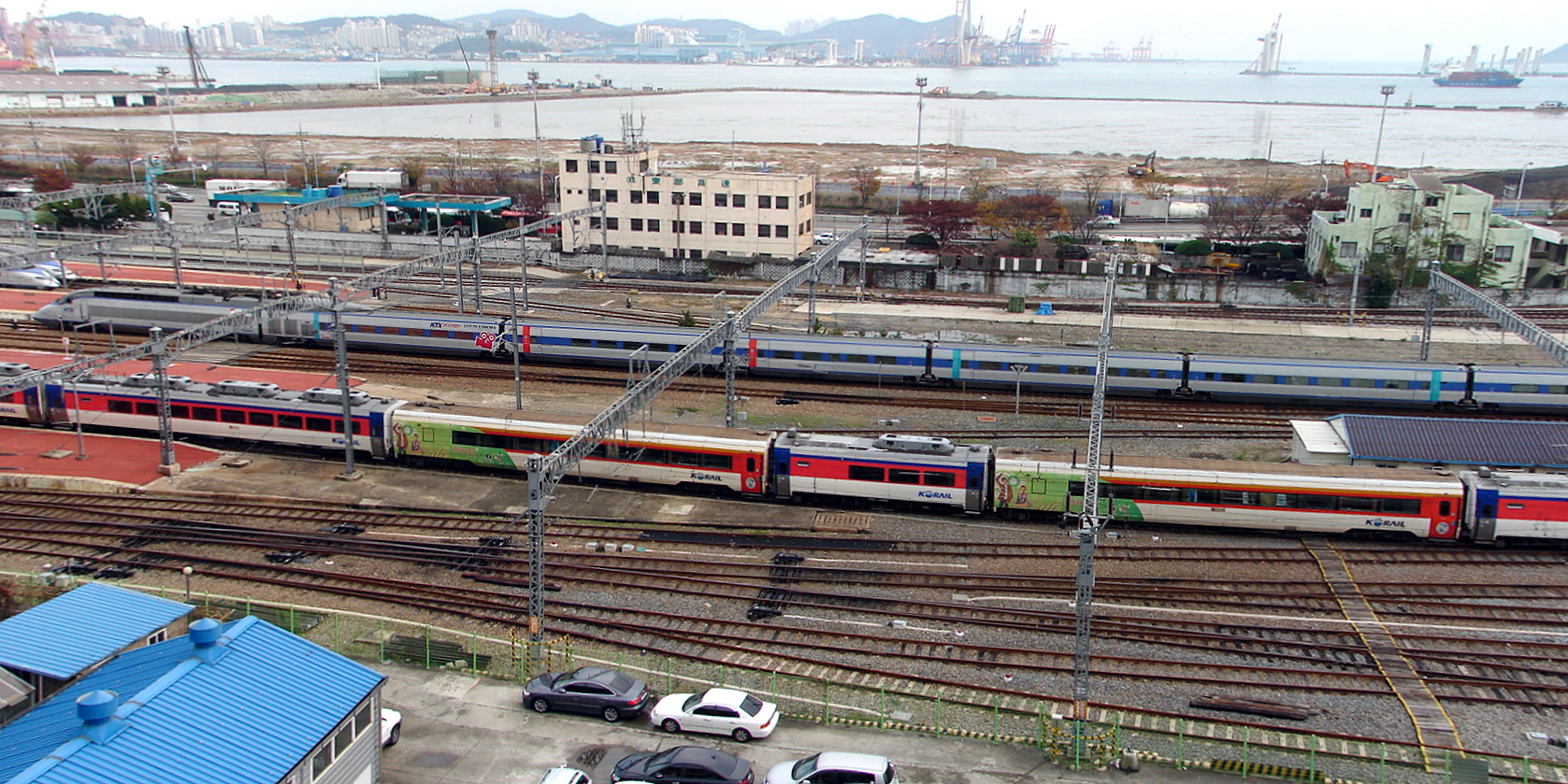
Phía sau ga Busan